# 浅子和美
浅子 和美（あさこ かずみ、1951年10月25日 - ）は、日本の経済学者。専門分野は、マクロ経済学理論・日本経済の実証分析。一橋大学名誉教授。

## 略歴
- 1970年3月 埼玉県立春日部高等学校卒業[1]
- 1974年3月 東京大学経済学部卒業[1]
- 1979年12月 イェール大学大学院経済学研究科博士課程修了、Ph.D.（経済学博士）[1]
- 1980年4月 筑波大学社会工学系講師
- 1983年4月 横浜国立大学経済学部助教授
- 1993年4月 横浜国立大学経済学部教授
- 1995年4月 一橋大学経済研究所教授
- 2011年4月 一橋大学経済研究所所長
- 2015年4月 立正大学経済学部教授[2]、一橋大学経済研究所非常勤研究員（2016年3月18日まで）[3]
- 1986年9月-1987年8月 MIT客員研究員
- 1988年5月-1990年4月 大蔵省財政金融研究所主任研究官

### 所属学会[2]
- 日本経済学会
- 景気循環学会
- 生活経済学会

## 研究業績
- 浅子和美・安藤浩一・松本和幸 ｢企業の景気判断と経営・財務状況」『フィナンシャル・レビュー』通巻78号、財務省財務総合政策研究所、2005年8月、85-103頁。
- 浅子和美 ｢生産に対してよりも消費に―開放経済の最適環境税のあり方｣『市場競争と市場価格』（倉澤資成 編）日本評論社、2005年6月、201-220頁。
- Asako, K., Suzuki, H. and Tsuri, M., “Japan,” in Kohsaka, A., ed., Fiscal Deficits in the Pacific Region，Routledge, 2004, pp. 168-207.
- 浅子和美・原田信行 ｢景況感とアンケート調査―変化方向と水準は異曲同工か？｣『経済研究』55(2)、2004年4月、171-184頁。
- 浅子和美・福田慎一 編 『景気循環と景気予測』東京大学出版会、2003年7月。
- 浅子和美・野口尚洋 ｢社会資本の資産評価｣『経済研究』53(4)、2002年10月、351-368頁。
- 浅子和美・川西諭・小野哲生 ｢枯渇性資源・環境と持続的成長｣『経済研究』53(3)、2002年7月、236-246頁。
- 浅子和美・加納悟・和合肇 ｢景気実感と政策効果を反映する景気局面モデル」『フィナンシャル・レビュー』57号、財務省財務総合政策研究所、2001年6月、91-101頁。
- 今村有里子・浅子和美 ｢アメリカ, 日本, アジア諸国間の株価連動性: 週次データによる検証」『社会科学』66号、同志社大学人文科学研究所、2001年2月、19-37頁。
- Asako, K. and Kuninori, M., “On Vulnerability of International Cooperation to Slow Global Warming,” The Economic Review, 52(1), January 2001, pp. 52-60.
- 浅子和美 『マクロ安定化政策と日本経済』（一橋大学経済研究叢書49）岩波書店、2000年12月。
- Hamori, S. and Asako, K., “Government Consumption and Fiscal Policy: Some Evidence from Japan,” Applied Economics Letters, 6, 1999, pp. 551-555.
- 大久保正勝・浅子和美 ｢土地評価と資金調達―電気機械と化学工業の設備投資をめぐって」『住宅問題研究』15(2)、住宅金融普及協会、1999年 6月、3-24頁。
- Asako, K. and Kanoh, S., “Objectives of Japanese Monetary Policy―Estimation by the Time-Varying Logit Model,” The Economic Review, 48(4), October 1997, pp. 351-367.
- 浅子和美・福田慎一・吉野直行 編 『現代マクロ経済分析―転換期の日本経済』東京大学出版会、1997年9月。
- 浅子和美・大瀧雅之 編 『現代マクロ経済動学』東京大学出版会、1997年4月。
- 倉澤資成・若杉隆平・浅子和美 編 『構造変化と企業行動』日本評論社、1995年4月。
- Asako, K. and Wagner, H., “Nominal Income Targeting versus Money Supply Targeting,” Scottish Journal of Political Economy, 39(2), May 1992, pp.167-187.
- Asako, K., “The Land Price Bubble in Japan,” Ricerche Economiche, 45(2-3), April/ September 1991, pp. 167-184.
- Asako, K., Ito, T. and Sakamoto, K., “The Rise and Fall of Deficit in Japan, 1965-1990,” Journal of the Japanese and International Economies, 5(4), December 1991, pp. 451-472.
- 浅子和美・國則守生・井上徹・村瀬英彰 ｢設備投資と資金調達―連立方程式モデルによる推計」『経済経営研究』11(4)、日本開発銀行設備投資研究所、1991年2月。
- 浅子和美・國則守生・井上徹・村瀬英彰 ｢土地評価とトービンのｑ / Multiple ｑ の計測｣『経済経営研究』10(3)、日本開発銀行設備投資研究所、1989年10月｡
- 浅子和美・佐野尚史・長尾知幸 ｢経済予測の評価」『フィナンシャル・レビュー』13号、大蔵省財政金融研究所、1989年7月、10-33頁。
- 浅子和美 ｢期待形成とマクロ経済変動―設備投資と在庫変動の一考察｣『現代経済学研究―新しい地平を求めて』（鬼塚雄丞・岩井克人 編）東京大学出版会、1988年7月、171-187頁。
- 藪下史郎・浅子和美 編 『日本経済と財政政策---マクロ経済と財政赤字の分析』東洋経済新報社、1987年3月。
- Asako, K. and Uchino, Y., “Bank Loan Market of Japan―A New View on the Disequilibrium Analysis,” Bank of Japan Monetary and Economic Studies, 5(1), May 1987, pp. 169-216.
- Asako, K., “On the Optimal Short-Run Money-Supply Management under the Monetarist Long-Run Money-Supply Rule,” The Economic Studies Quarterly, 38(1), March 1987, pp. 46-60.
- Asako, K. and Wakasugi, R., “Government Capital, Income Distribution, and Optimal Taxation,” Economia, (80)，March 1984, pp. 36-51.
- Asako, K., “The Utility Function and the Superneutrality of Money on the Transition Path,” Econometrica, 51(5), September 1983, pp. 1593-1596.
- Asako, K., “Rational Expectations and the Effectiveness of Monetary Policy with Special Reference to the Barro-Fischer Model,” Journal of Monetary Economics, 9(1), January 1982, pp. 99-107.
- Asako, K., “Heterogeneity of Labor, the Phillips Curve, and Stagflation,” The Economic Studies Quarterly, 32(2), August 1981, pp. 117-134.
- 浅子和美 ｢金融・財政政策の『アナウンスメント効果』と安定化政策｣『週刊東洋経済』臨時増刊《近代経済学シリーズ》54号、東洋経済新報社、1980年10月、44-53頁。
- Asako, K., “Economic Growth and Environmental Pollution under the Max-Min Principle,” Journal of Environmental Economics and Management, 7(3), September 1980, pp. 157-183.
- Asako, K., “Environmental Pollution in an Open Economy,” The Economic Record, 55(151), December 1979, pp. 359-367.